# Процесорний час

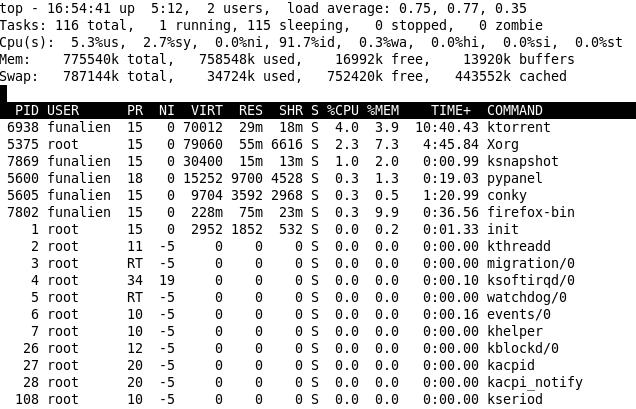
Вивід програми top. Процесорний час кожного процесу наведено в колонці «TIME+»

Проце́сорний час (англ. process time або CPU time) — час, витрачений процесором комп'ютера на опрацювання завдання (програми). Розподіляється між процесами відповідно до використовуваного режиму операційної системи.

## Одиниці виміру
Процесорний час вимірюють у тіках або секундах. Часто буває корисно вимірювати процесорний час у відсотках від потужності процесора, який називають завантаженням процесора.

## Використання поняття
Процесорний час і завантаження процесора має дві основні сфери застосування.
Перше полягає в кількісному вимірі загальної зайнятості системи. Коли завантаження процесора вище ніж 70 %, користувач може відчувати затримки. Таке високе завантаження ЦП вказує на недостатню обчислювальну потужність чи надмірну кількість виконуваних/активних завдань/процесів. Слід або підвищити обчислювальну потужність процесора (процесорів), або зменшити обсяг користувацьких завдань, наприклад, знизивши графічну роздільність і відключивши анімацію.
Друге застосування, яке виникло з появою багатозадачності, полягає в оцінюванні того як процесор розділяється між комп'ютерними програмами.